# 蔵人健吾
蔵人 健吾（くらんど けんご、1975年4月12日 - ）は、日本の漫画家・漫画原作者。大阪府高槻市出身。現在は蔵人 幸明（くらんど ゆきあき）の名義で原作者として作品を発表しながら、蔵人健吾名義で漫画家としての活動も継続している。

## 経歴
- 1995年 - 「SINCE 2030」でMJ少年漫画大賞佳作。同作品で 『月刊少年ジャンプORIGINAL』にてデビュー。
- 1998年 - 「世界平和と僕」で第48回赤塚賞準入選。「SCRAP HEART」で第55回手塚賞佳作（手塚賞と赤塚賞の同時受賞）。
- 2003年 - 『週刊少年ジャンプ』にて「SANTA!」で初連載（19号 - 31号）。
- 2014年 - 「さんメートル彼女」で第406回ヤングマガジン月間新人賞を受賞[3][4]。
- 2021年 - 「まめお」作画担当（蔵人幸明名義）。日向坂46の丹生明里が原作で丹生のペットの柴犬をモデルにした短編漫画。テレビ朝日の深夜枠「バラバラ大作戦」内のバラエティ番組『まんが未知』の企画。[1][5]。

## 作品リスト
- SINCE 2030（読切・月刊少年ジャンプORIGINAL）
- 世界平和と僕（読切・赤マルジャンプ・1998WINTER）
- 世界平和と僕 -バイトでGO-（読切・週刊少年ジャンプ・1998年41号）
- 闇を狩る者（読切・週刊少年ジャンプ・1999年25号）
- 世界平和と僕（読切・週刊少年ジャンプ・1999年41号）
- 小粋に貯蓄!マウスオブデビル!!（読切・赤マルジャンプ・2000SPRING）
- 悪の花道（読切・GAG Special 2001）併録『★SANTA!★』2巻
- 悪の花道（読切・GAG Special 2002）併録『★SANTA!★』2巻
- 王子タローのグダグダ感がいなめない（読切・ガンガンパワード2002年春季号 カワモトケイゴ名義）
- SANTA!-サンタ-（読切・赤マルジャンプ・2002SPRING）併録『★SANTA!★』2巻
- ★SANTA!★（連載・週刊少年ジャンプ・2003年19号 - 31号、全2巻）
- 退魔師ネネと黒影（読切・週刊少年ジャンプ・2004年49号）
- 受験番長クソ列伝（読切・週刊少年ジャンプ・2006年14号）
- GALAXY（読切・週刊少年ジャンプ・2006年19号）
- モンスターズ（読切・週刊少年ジャンプ・2008年47号）※蔵人健吾名義、作画：田坂亮
- 教育。（連載・月刊ビッグガンガン・2011年Vol.01 - 2012年Vol.05）
- ドリィ　キルキル（連載・マンガボックス 2014年第37号 - 2017年第43号、全11巻）※蔵人幸明名義、作画：ノ村優介
- さんメートル彼女（読切・月刊ヤングマガジン・2015年No.5など[3][4] ）
- ひめドレ ～姫と奴隷の学園生活～（連載・マガジンポケット 2017年11月1日号 - 2018年4月4日号、全4巻）※蔵人幸明名義、作画：水瀬マユ[6]
- じゃあ、君の代わりに殺そうか?（連載・別冊ヤングチャンピオン 2018年12月号 - 連載中）※蔵人幸明名義、作画：榊原宗々[2][7]
- じゃあ、君の代わりに殺そうか？～プリクエル【前日譚】～（連載・どこでもヤングチャンピオン 2021年8月号 - 連載中）※蔵人幸明名義、作画：榊原宗々[8][9]
- 偉人転生 五國WARFARE（連載・WEBコミックガンマ 2022年12月20日 - 2025年3月28日、全4巻）※蔵人幸明名義、作画：齋藤純
- アプリで出会った君と水槽に沈む（連載・ヤンチャンWeb 2024年4月29日 - 、既刊2巻）※蔵人幸明名義、作画：時千広
- まりも兄弟の茶飯事（連載・週刊少年チャンピオン 2024年29号[10] - 、既刊4巻）※蔵人幸明名義、漫画：イトノコ

twitterのプロフィールによると、アーススターでも活動していたとのこと。